# Dự án thủy điện Pak Beng
Pak Beng là một dự án thủy điện được đề xuất trên dòng chính sông Mê Công, tại huyện Pakbeng, tỉnh Oudomxay, Tây Bắc Lào, cách thị trấn Pak Beng khoảng 14 km về phía bắc. Dự án có công suất 912 MW, cung cấp bình quân 4.775 GWh điện mỗi năm.
Tháng 11 năm 2016, Chính phủ Lào đề xuất chính thức dự án Pak Beng với Ủy hội sông Mê Công. Quá trình tham vấn các quốc gia liên quan dự kiến kéo dài khoảng 130 ngày tính từ 20 tháng 12 năm 2016 đến 19 tháng 6 năm 2017. Các quốc gia được tham vấn chính là Thái Lan, Campuchia và Việt Nam. Chính phủ Campuchia đề nghị cần có các đánh giá độc lập và đánh giá trong kết hợp với ảnh hưởng của các dự án thủy điện khác là Xayabouri và Don Sahong. Chính phủ Việt Nam đã bầy tỏ sự lo ngại về những tác động tiêu cực của dự án và đề nghị Chính phủ Lào cùng với Ban Thư ký Ủy hội sông Mê Công dành nhiều nguồn lực và thời gian hơn để nghiên cứu tác động của dự án. Chính phủ Thái Lan bày tỏ lo ngại về tác động của dự án tới tỉnh Chiang Rai của mình. Chính phủ Thái Lan cũng đề cập đến thiết kế không hợp lý của dự án ảnh hưởng tới đường di chuyển của cá trên sông Mê Công, về dao động bất thường của lượng nước, về trầm tích, v.v... và đề nghị có sự hợp tác nghiên cứu giữa Thái Lan và Lào cũng như thiết kế của dự án cần theo hướng dẫn thiết kế cơ bản của Ủy hội sông Mê Công.